# Atenas de San Cristóbal
Atenas de San Cristóbal är en ort i Honduras.   Den ligger i departementet Atlántida, i den nordvästra delen av landet, 180 km norr om huvudstaden Tegucigalpa. Atenas de San Cristóbal ligger 21 meter över havet och antalet invånare är 1 783.